# Традиция почитания Святого камня (Кременец)
Почитание Святого Камня (бел. Шанаванне Святога Каменя) — традиция, распространённая в деревне Кременец Логойского района Минской области в Беларуси. Камень-следовик ценится местными жителями как артефакт, обеспечивающий благополучие и здоровье, вызывать дождь. Люди верят, что отпечатки на камне оставлены Богом, когда тот спускался с небес.

## История
В Логойском регионе распространены камни, которые были принесены из Скандинавии последним ледником. Следовики в представлениях местных жителей имеют сакральное значение. Согласно их верованиям, обычные камни растут, а святые — нет. Большое количество камней в регионе, в том числе «сакральных», определило прочное развитие и сохранение традиции почитания камней-следовиков.
Издавна жители села Кременец считали местный камень-следовик священным. Его так и называют — Святой камень. Другого названия современные жители не помнят. В 1980-х гг. его исследовал доктор геолого-минералогических наук из Национальной академии наук Беларуси Эрнст Левков, а также геологи Александр Карабанов и Валерий Винокуров. Тогда 74-летняя жительница Кременца Зося Рогач рассказала, что камень также называли камнем Богов, Дажбогов. Ходили к нему на Пасху, на Иоанна, Яблочный Спас, по воскресеньям. На Пасху шли до восхода солнца и несли красные яйца, кулич и деньги. Мыли лицо, глаза, ноги. Во время засухи 9 вдов шли к камню, вырезали колья высотой с человеческий рост и втыкали их под камень, шевелили его — на третий день начинался дождь. Чтобы остановить уже ненужный дождь, колья убирали из-под камня. Тот, кто приходил к камню, сначала клал подношение (деньги, ткань, цветы, хлеб, яблоки, пряники).

Местные жители также свидетельствуют, что ранее у валуна были часовня и родник, вода из которой считалась очень чистой и полезной, святой. Существует предание о происхождение выемок (следов) на камнях.
«Мне люди говорили, — свидетельствует Зося Рогач, — что Бог спустился с неба, постоял, поднялся и снова ушел, откуда пришел. Следы остались. …Видно там два следа.» Еще одна жительница села Кременец рассказывает историю, услышанную от свекра, родившегося в 1912 году: «На кладбище строили часовню, и поп захотел при ней сделать святыню. На 4-х парах коней привезли Святой Камень и заложили его в фундамент. Это ж с незапамятных времен людьми передается! И пошёл дождь. И такой, что просто невозможно! Тогда кому-то приснился сон, в котором камень говорил, что будет столько идти дождь, пока он полностью не спрячется в воде. А кладбище у нас на горе, высоко… Тогда камень погрузили и отвезли на прежнее место — всего на одной паре коней. И дождь стих».

## Нынешнее время
Для жителей д. Кременец Святой камень является объектом культурной памяти. Одновременно он место почитания и поклонения. Как сакральный объект, он поддерживается верующими обеих конфессий — православной и католической. К камню заходят католические паломники, что идут ежегодно в Будслав на фестиваль в честь Матери Божьей Будславской. Дары, которые приносят к камню, часто освещают в православной церкви.

## Охранный статус
Камень-следовик периода бронзового века, 0,6 км на север от д. Кременец —  Историко-культурная ценность Республики Беларусь, .
Святой камень возле села Кременец охраняется государством как самобытный памятник природы с 1987 года. Возле камня стоит охранный знак, а в селе висит указатель, указывающий направление, куда идти к камню.
В 2016 году традиции почитания Святого камня д. Кременец Логойского района Минской области был присвоен статус нематериальной историко-культурной ценности. Она была включена в Государственный список историко-культурных ценностей Республики Беларусь (код — 63Б0000106).